# 大岡忠政
大岡 忠政（おおおか ただまさ）は、安土桃山時代の武将、江戸幕府旗本。大岡忠勝の三男。相模国高座郡の領主。

## 生涯
父・大岡忠勝の代に松平氏に仕え、大岡忠政は徳川氏に仕えた。長兄・忠祐、次兄・忠次ともに、先に亡くなったため忠政が世子となり、通称を忠四郎から大岡家代々の名乗りである忠右衛門に改め、大岡家の家督を継ぐ。文禄3年（1594年）には兄たちの跡を追うように父・忠勝も亡くなった。
徳川家康に仕え、元亀3年（1573年）の三方ヶ原の戦い、次いで天正3年（1575年）5月の長篠の戦いなどに参戦した。その戦功により、家康の関東移封後の翌年天正19年（1591年）5月、相模国高座郡堤村に200石を知行する領主となり、本領の三河から移り、堤に陣屋を構えた。
慶長2年（1597年）同郡、大曲村に220石を加増される。更に慶長8年（1603年）同郡、高田村に160余石を加増された。 慶長16年（1611年）、亡父・忠勝を弔うために柴田勝家の子といわれる芹沢村の来迎寺住職であった深誉円察に開山させ、堤村の神明谷に浄見寺を創建し、ここに父忠勝を葬る。寛永6年（1629年）、享年82。戒名「頂源院専誉浄西」。